# Castell de Bell-lloc (la Roca del Vallès)
El Castell de Bell-lloc és un edifici de la Roca del Vallès declarat bé cultural d'interès nacional.

## Història

### Castell de Bell-lloc
La primera referència documental és del 1073, quan es va publicar el testament sacramental de Guília Arbert, on nomenà hereu universal el seu marit Geribert Guitard, i després els seus fills Arbert Ramon (fill del primer matrimoni de la testadora) i Ramon Guitard.
El 1117, Gausbert de Bell-lloc i la seva esposa Rolanda dotaren esplèndidament el monestir de Sant Pau del Camp amb motiu de la seva reconstrucció, al que donaren la senyoria del castell. El 1123 Udalard, en el seu testament sacramental, en fa ver donació al seu nebot Pere de Gallifa. Cap al 1134, el castlà era Pere Bertran de Bell-lloc, que juntament amb Bernat de Bell-lloc, probablement germà seu, participaren en les expedicions de Ramon Berenguer IV. El 1243 n'era castlà Guillem de Bell-lloc, i el 1264 ho era el seu fill Pere de Bell-lloc i de Santa Eugènia, a qui succeí Simó de Bell-lloc i d'Alamany, senyor, a més, del castell de Cànoves i de les viles de Reus, Castellvell del Camp i Almoster. El 1314 recuperà el ple domini del castell de mans de la comunitat de Sant Pau del Camp.
El 1405, Pere i Bernat de Bell-lloc fixaren dels termes de llur castell amb el de la Roca, i el 1460 el de Bell-lloc fou destruït durant la guerra dels remences.
Entre 1704 i 1706, Ramon de Bell-lloc i Macip va transformar la torre d'homenatge en una capella, dedicada a Sant Pau. El 1705, l'arxiduc Carles li concedí el títol de vescomte de Bell-lloc, substituït el 1707 pel de comte de Bell-lloc. El 1808, durant la guerra del Francès, el castell fou saquejat i cremat, i no es tornà a reedificar.
Mercè de Bell-lloc i de Portell es va casar amb Ramon de Mercader i de Novell (1789-1840), i l'hereu fou Joaquim de Mercader i de Bell-lloc (1824-1904), que va escriure una monografia sobre el castell.

### Residència Escolar Bell-lloc
El 1944, el castell passà a mans d'un paricular, i el 1964, la finca va ser adquirida per la Diputació de Barcelona, a través de l'Obra Social de la Caixa de Barcelona va adquirir la finca, amb la intenció de dedicar-hi unes 10 hectàrees per a una casa de colònies. Tanmateix, els responsables canviaren d'idea i decidiren construir-hi un conjunt escolar complet sota la direcció de l'arquitecte Manuel Baldrich. El nou centre va ser inaugurat el 29 de juny del 1966, dia de Sant Pere. La part dels nens la portaven els Salesians i el setembre hi va començar el curs de 1r de batxillerat amb dues classes amb una setantena de nens, les nenes eren una cinquantena i les portaven les Germanes de la caritat. Durant els primers anys, l'escola funcionava en règim d'internat.

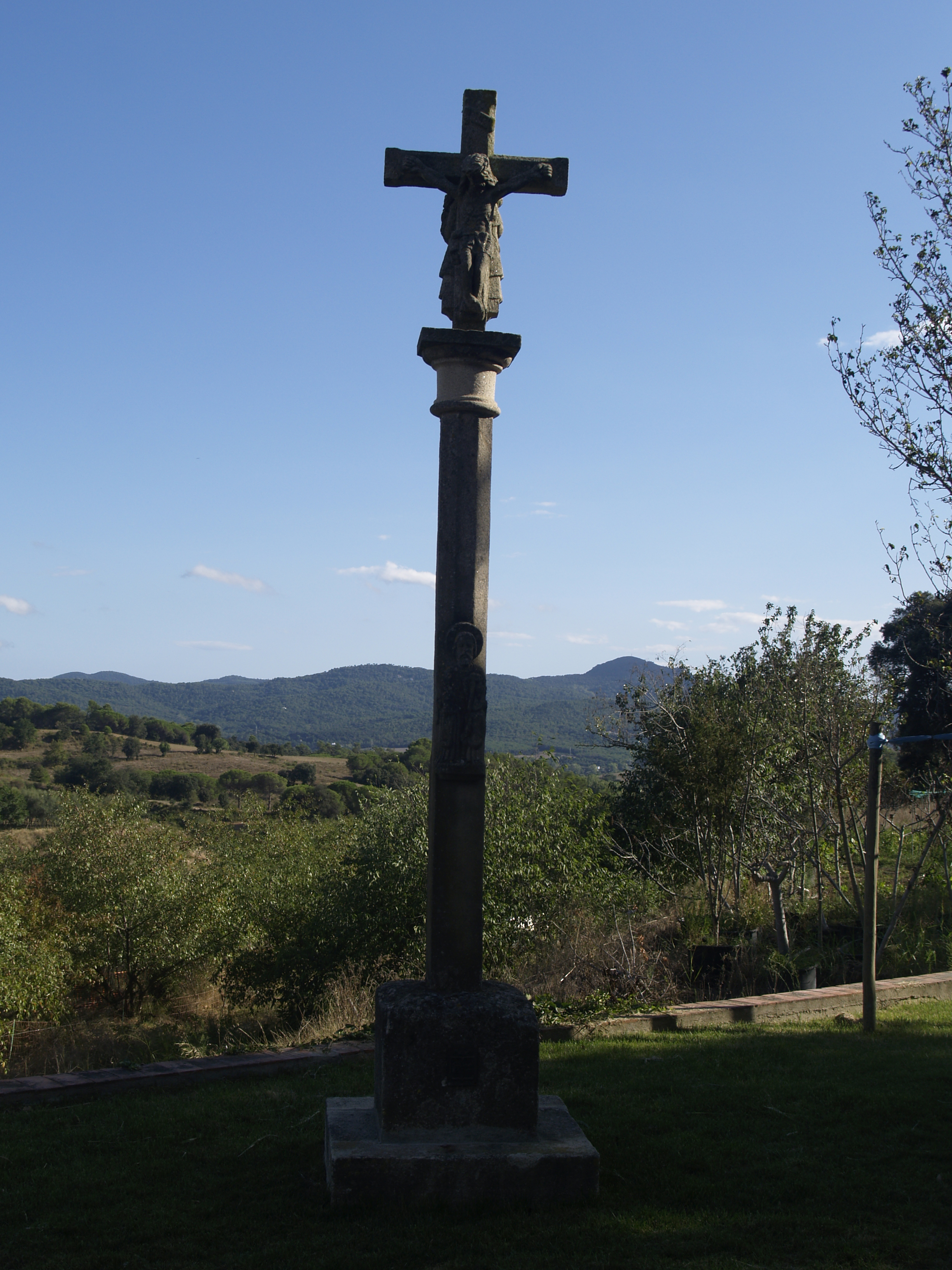
Creu a l'entrada al Castell de Bell-lloc

El setembre del 1995, i com a resultat de la reducció del pressupost que La Caixa a la seva obra social, el centre va tancar, deixant desenes de professors al carrer i 800 alumnes sense escola. Durant els anys posteriors, l'escola restà mig abandonada, fent-se servir per a magatzem de la Fundació La Caixa i com a plató de rodatge de diversos curtmetratges més o menys amateurs. El 2004, l'Associació de Pares dels Alumnes de Bell-lloc aconseguí que el Tribunal Superior de Justícia de Catalunya anul·lés la resolució, però després de gairebé deu anys del tancament ja era massa tard per a obrir l'escola de nou.
Des del 1983 fins a la venda dels terrenys per part de la Fundació La Caixa ocupà la masia de Bell-lloc i part dels terrenys un centre de treballper a discapacitats amb el nom de Viver de Bell-lloc. Actualment, tenen les seves instal·lacions al terme municipal de Cardedeu. Des del 2003, la finca és propietat de la societat Parc de Belloch SL.

## Descripció
La finca actualment té més de 124 hectàrees de superfície, i la major part està coberta per bosc mediterrani d'alzines i pins però també hi ha camps de conreu, arbres fruiters i 9 hectàrees d'instal·lacions escolars.
Al cim del turó es conserva un edifici de planta circular, la base d'una antiga torre que ara és la Capella de Sant Pau. Fa uns 7 m de diàmetre i uns 6 m d'alçada. És fet amb pedres de mida mitjana sense treballar unides amb morter de calç. L'accés està situat a la banda de migdia i està format per un portal de llinda plana i brancals bastits amb carreus de pedra desbastats. Per sobre d'aquest portal hi ha un arc de descàrrega bastit en maons, un petit rosetó, una inscripció i l'escut dels comtes de Bell-lloc. La torre presenta un coronament format amb merlets esglaonats bastits amb maons i un petit campanar al mig de la coberta. Darrere de la torre es conserven restes de la muralla d'un recinte que devia tenir una planta més o menys rectangular, del qual només són visibles els costats nord i part de l'oest. A la banda nord, a uns 2 m d'aquest recinte, s'intueix un altre que probablement tingués també planta rectangular.
A prop del castell hi ha un gran casal residencial, actualment masia, del segle xvii.

### Església
Un dels elements més destacats del conjunt és l'església, en la qual destaquen dues portes amb peces de bronze i un Sant Crist, obra de l'escultor Josep Maria Subirachs.